# Южное водохранилище
Южное водохранилище — водоём в Криворожском районе Днепропетровской области.

## История
Построено в 1961 году для накопления воды из реки Днепр, подаваемой каналом Днепр — Кривой Рог из Каховского водохранилища.

## Характеристика
Наливное водохранилище в бассейне реки Каменка в балках Тарановой и Чабанке. Вода предназначена для промышленных, бытовых, сельскохозяйственных целей (орошается около 2000 га) и разведения промысловых пород рыб. Из водохранилища, вода по открытому каналу направляется в Крэсовское водохранилище. Ежесуточный забор воды из водохранилища — 700 000 м³.
Площадь — 11,3 км², полный объём — 57 300 000 м³ (полезный — 26 500 000 м³). Глубины: средняя — 5,1 м, максимальная — 26 м. Длина — 18,7 км, средняя ширина — 0,6 км, максимальная — до 1,15 км.